# Île Ganges

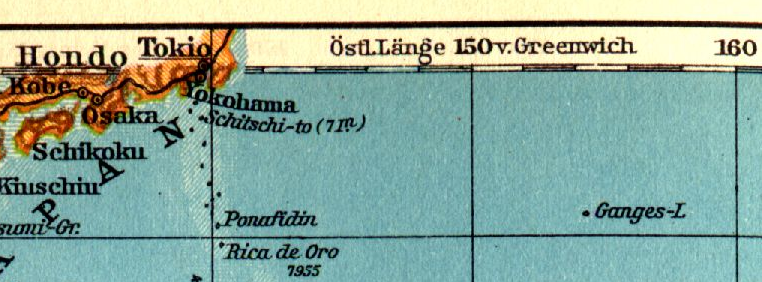
l'île Ganges dans une carte allemande de 1932

L'Île Ganges, aussi appelée Nakanotorishima (中ノ鳥島, litt. « île oiseau du milieu ») de 1908 à 1933, est une île fantôme du Pacifique nord, plusieurs fois signalée sur les listes marines et les cartes de 1825 à 1933 avant d'être définitivement considérée comme inexistante.

## Historique

Carte française de 1756 montrant un groupe de îles appelées Colunas située à la position supposée de l'île Ganges

Les diverses localisations proposées de l'île sont visualisables sur la carte OpenStreetMap ci-contre.
L'île Ganges est vraisemblablement nommée d'après le nom du navire Ganges (en), un baleinier de Nantucket actif dans le Pacifique entre 1815 et 1851 qui découvrit plusieurs îles dans le Pacifique. La découverte pourrait avoir eu lieu pendant l'une des trois premières campagnes du navire : d'août 1815 à octobre 1817 (capitaine Isaiah Ray), de juin 1818 à juin 1821 (capitaine Isaiah Ray) ou d'août 1821 à mars 1824 (capitaine Joshua Coffin (en)).
L'île apparaît dans une zone où de nombreuses îles ont parfois été signalées mais qui se sont souvent révélées inexistantes, comme Los Jardines, Les Colunas, Roca del Oro, La Femme de Loth, etc. Les divers témoignages de rencontre avec des îles sont difficiles à interpréter et à localiser, en des temps où les coordonnées, surtout en longitude, restent approximatives. Par exemple, le récif de la femme de Loth a pu être placé par le capitaine John Meares quasiment à la position de l'île Ganges. De la même façon, une carte française de 1756 montre le groupe d'îles appelées Colunas située exactement à la position de l'île Ganges vers 30°N 155°E.
L'île Ganges est référencée en 1826 sur le Bowditch's American Practical Navigator à la position : 30° 45′ N, 154° 25′ E, puis sur une carte de 1832. En 1841, Reynolds lui attribue la même position en signalant également une île située non loin : 31° N, 155° E, qu'il estime être la même île, mais aussi encore une autre position de l'île Ganges à proximité 31° 00′ N, 154° 10′ E. De la même façon, l'ouvrage de Alexander George Findlay (en) rassemble deux observations à 31°30'N 154°E et 31°30'N 163°E comme étant le même signalement que le « récif Ganges » à 30°47'N 154°20'E, lui-même présenté comme « douteux ».
À partir de sa première mention en 1826, l'île Ganges restera dans le Bowditch's American Practical Navigator jusqu'en 1880, mais disparaît en 1888. En 1875 en effet, une grande révision de l'amirauté américaine supprime des cartes de nombreuses îles douteuses, dont l'île de Ganges, mais maintient le signalement de divers récifs dans la région jusqu'en 1941.
En définitive, plusieurs navires ont signalé des îles ou des récifs mais sans certitude sur ce qu'ils ont pu voir : mirage ? îles volcaniques ensuite englouties ? iceberg ?.. Dans le Pacific Islands Pilot américain de 1916, le rédacteur résume le malaise des spécialistes : « L'île ou récif de Ganges, placé sur les cartes de l'Amirauté par 30°47'N 154°15'E, est l'un des nombreux dangers qui ont été signalés à diverses reprises dans cette région, mais on ne sait rien de positif quant à leur position exacte, bien que les nombreux rapports indiquent l'existence probable d'un danger dans cette région. ». L'île Ganges apparaît ainsi comme un compromis de géographes qui pensent que la multiplicité des signalements d'îles à cet endroit doit bien signifier l'existence d'une terre ou d'un récif.

## La «redécouverte japonaise», une invention nationaliste
Un article japonais de 1894 décrit l'île à « 900 milles nautiques de l'île Grampus » , d'une taille de « deux à trois fois celle d'Ogasawara » avec de nombreux albatros visibles. Vers 1900 la demande en plume d'albatros pour l'exportation de duvet est très forte et fait la fortune d'entrepreneurs japonais dont Tamaoki Han'emon (ja). Ce dernier cherche l'île Ganges pour l'exploiter mais ne la trouve pas.
En 1908, le sulfureux homme d'affaires japonais Teizaburō Yamada (ja) annonce avec grande publicité la redécouverte de l'île Ganges. Ancien enseignant, homme politique et homme d'affaires aux pratiques douteuses, Teizaburō Yamada a déjà été emprisonné pour faillite commerciale frauduleuse et contrefaçon de certificats d'actions. En 1908, il annonce qu'il a découvert l'île en août 1907 par 30° 50′ N, 154° 20′ E. Il complète cette annonce avec de nombreux détails très précis sur l'île qui aurait une circonférence de 6 543 m pour une aire de 2,13 km2, elle serait recouverte à 80% de guano sur une épaisseur de 1,8 m avec une proportion de phosphate entre 20 et 25%. Elle serait couverte d'arbres dans une densité de 1 arbre pour 3 m2, il n'y aurait pas de source d'eau potable. Un port naturel serait situé sur la côte ouest. Il rapporte que l'île serait habitée par des millions d'albatros. Une carte est même diffusée dans les journaux japonais en mai 1908. Deux requêtes officielles sont déposées, une pour exploitation des mines de phosphate et une autre pour la chasse à l'oiseau (et la production de duvet). Le 1er juillet 1908, il est proposé dans le cabinet du premier ministre de nommer la nouvelle île 中ノ鳥島 (Nakanotori-shima, soit île oiseau du milieu) et de la placer sous la juridiction des îles Ogasawara. Ce nom n'est pas choisi par hasard puisqu'il suggère que l'île se situe naturellement entre deux îles de l'archipel Ogasawara : Okinotori-shima (沖ノ鳥島, litt. « île oiseau du large ») et Minamitori-shima (南鳥島, litt. « île oiseau du sud »). Dès le 22 juillet 1908 est prise la décision officielle d'incorporer l'île dans le territoire japonais. Cette annexion permet au gouvernement nationaliste japonais d'étendre considérablement son territoire national maritime vers l'est.
En 1911 le navire à vapeur Winnabago et en 1912 le Seminole passent sur la coordonnée sans rien observer.
Teizaburo Yamada reçoit pourtant l'autorisation d'exploiter l'île, il fait le choix d'extraire le guano et renonce à la chasse aux oiseaux. En 1913, une expédition de colonisation de l'île est lancée avec le Yoshioka Maru, navire comprenant 26 membres d'équipage. Le bateau atteint la zone le 14 décembre 1913, cherchant l'île pendant 27 jours sur 2014 miles sans rien trouver. Il retourne à Tokyo le 30 mars 1914.
Le navire hydrographique japonais Mansyu reprend des recherches en septembre 1927, sillonnant la zone pendant 10 jours, sans plus de succès, et sonde la profondeur à 4 700 m à l'endroit supposé de l'île,. La découverte de Teizaburo Yamada est manifestement une invention, de nombreux indices le suggèrent : l'erreur de mesure entre la circonférence et la surface, une topographie de la carte peu naturelle, et une description bien trop précise pour sembler honnête et fiable. Au total, toute l'affaire tient probablement du canular, liée sans doute à une recherche d'escroquerie par un homme d'affaires douteux, avec une précipitation du gouvernement nationaliste japonais à valider une extension de son territoire,.
En 1933, une expédition aérienne japonaise infructueuse met définitivement fin à toute possibilité d'existence de l'île. Cette information est relayée par l'Agence Reuters et abondamment reprise par de nombreux journaux français du 10 août 1933 : L'Homme libre le journal de Clemenceau, Le Temps, Le Petit Parisien, La Croix du Nord, La Croix, Le Grand Écho du Nord.
L'île reste cependant sur les cartes officielles du gouvernement japonais jusqu'en 1946, elle est encore visible dans un atlas français de 1950 et Stommel signale malicieusement que l'île Ganges (sans son nom mais avec l'île visible) était encore visible sur un globe dans le bureau de la compagnie aérienne Lufthansa en 1982.

## Cartographie
Galerie de cartes contenant une mention de l'île Ganges, présentées par ordre chronologique :

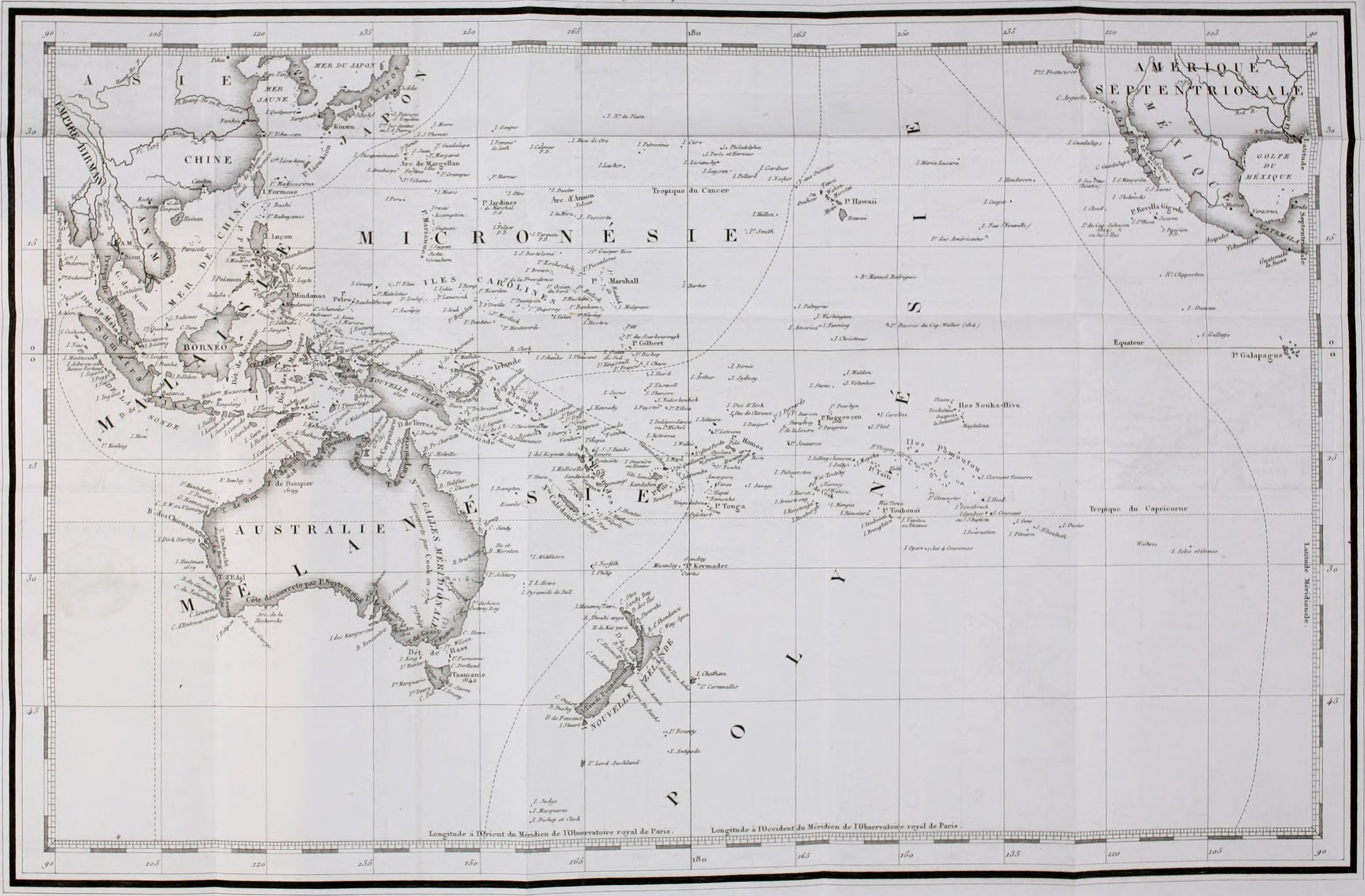
Carte française de 1832
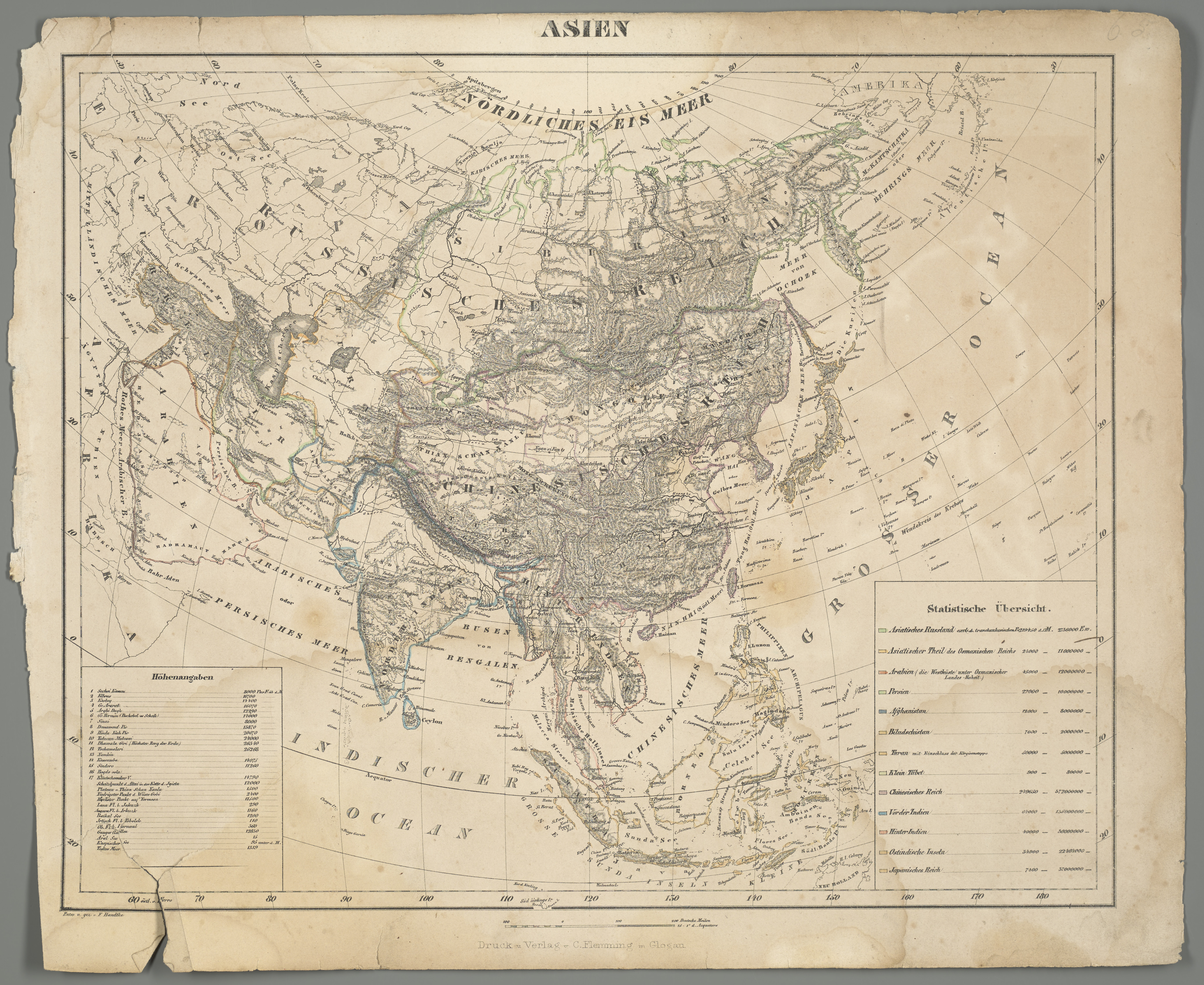
Carte allemande de 1844
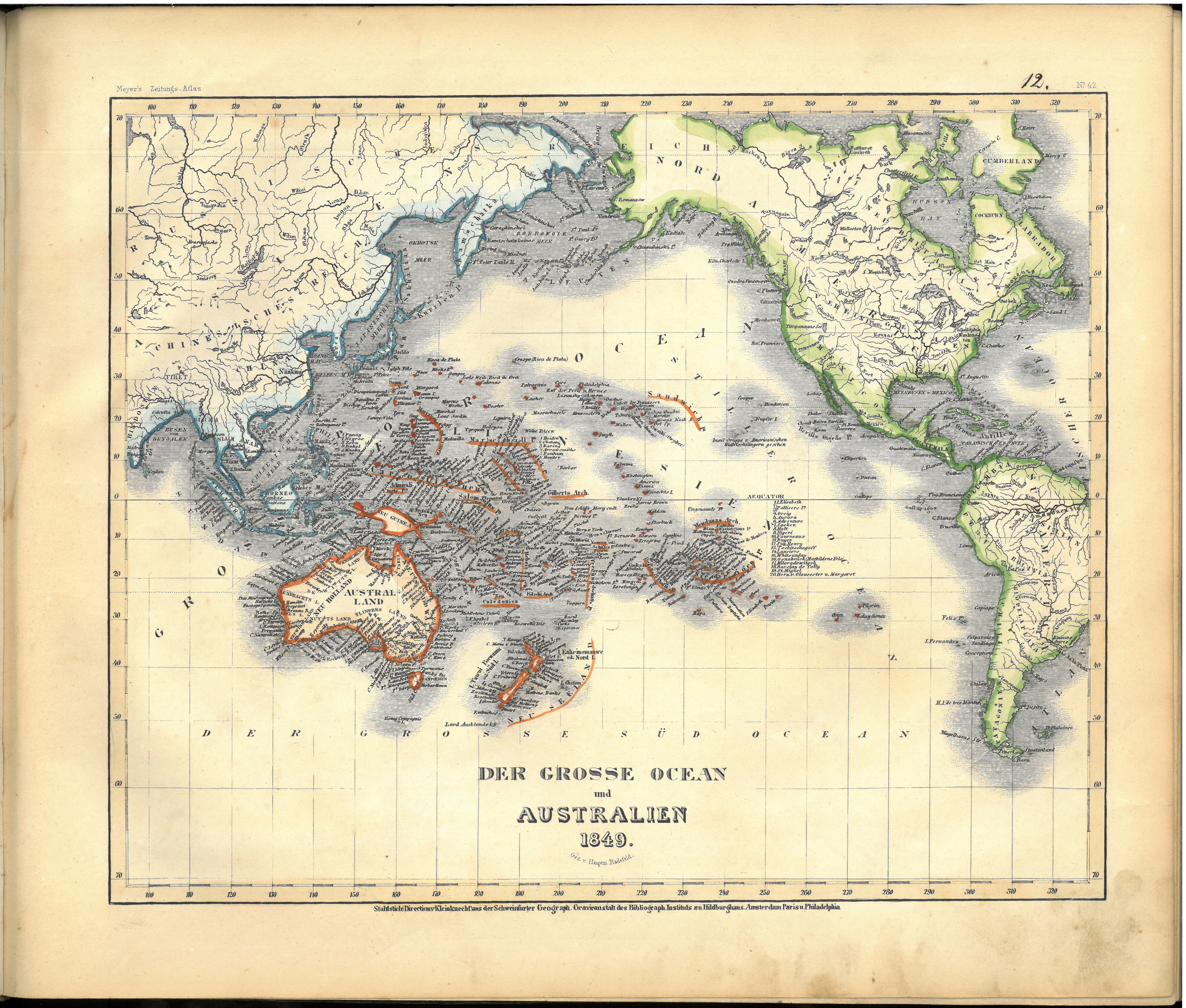
Carte allemande de 1849
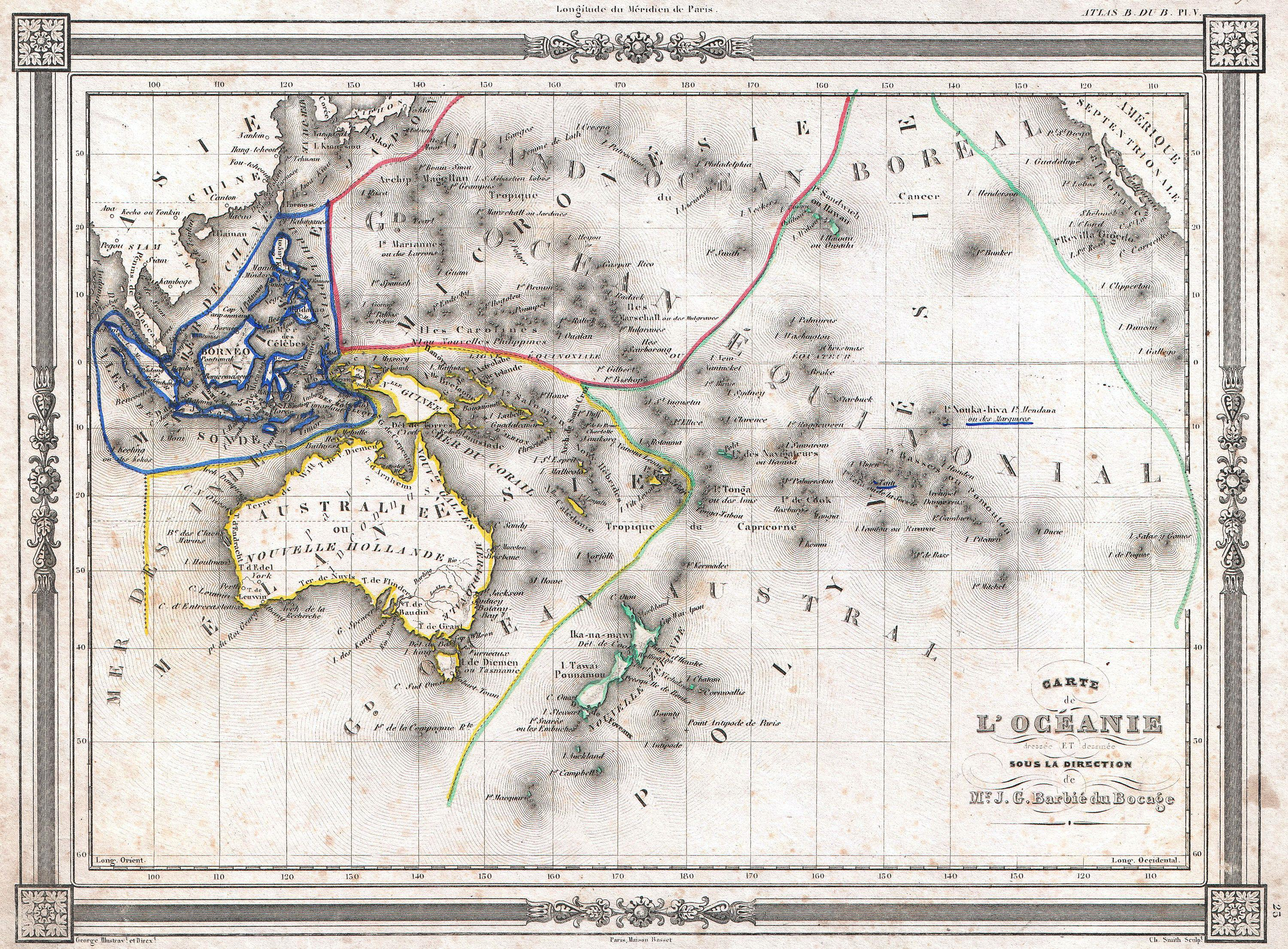
Carte française de 1852
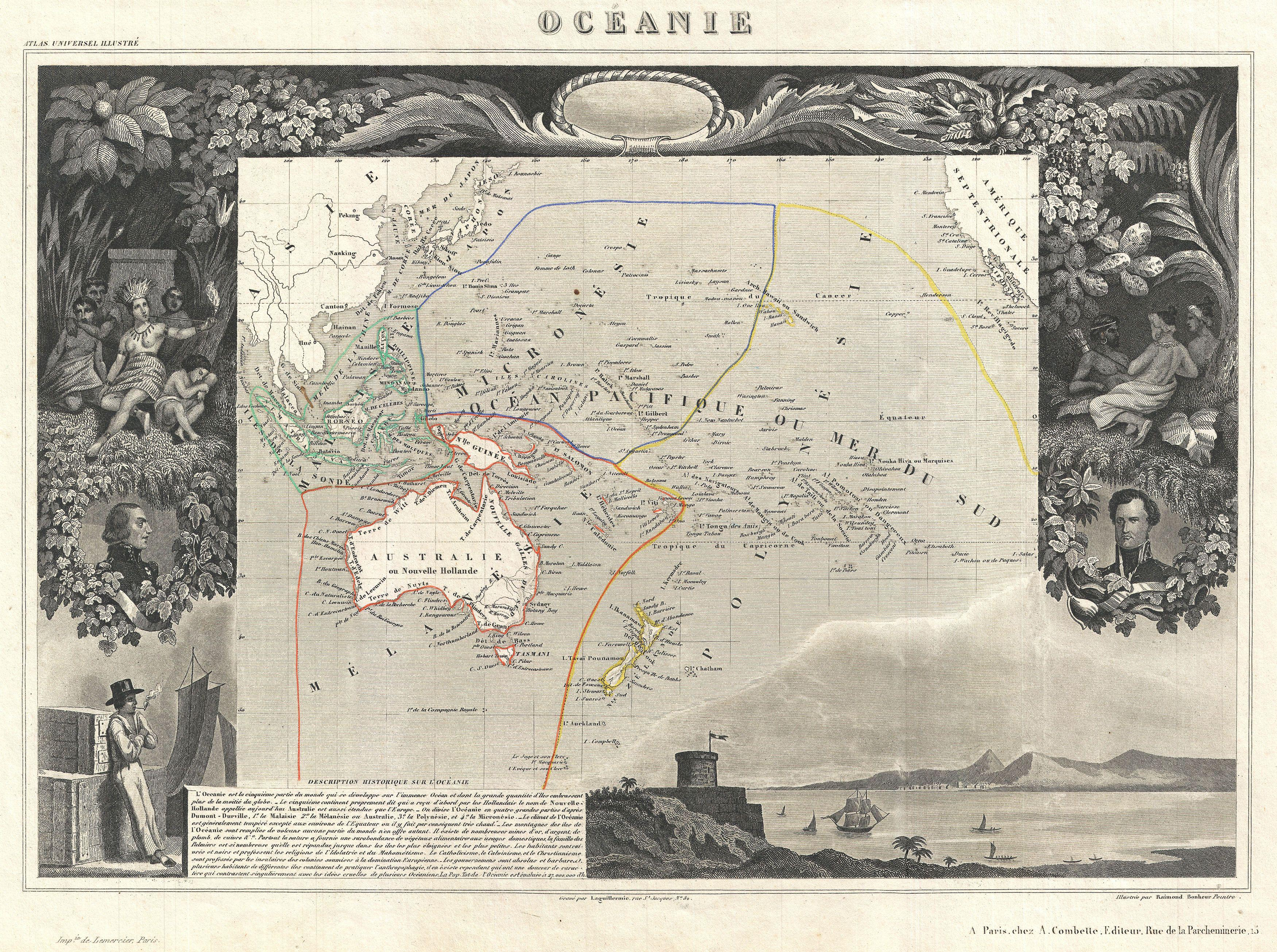
Carte française de 1852
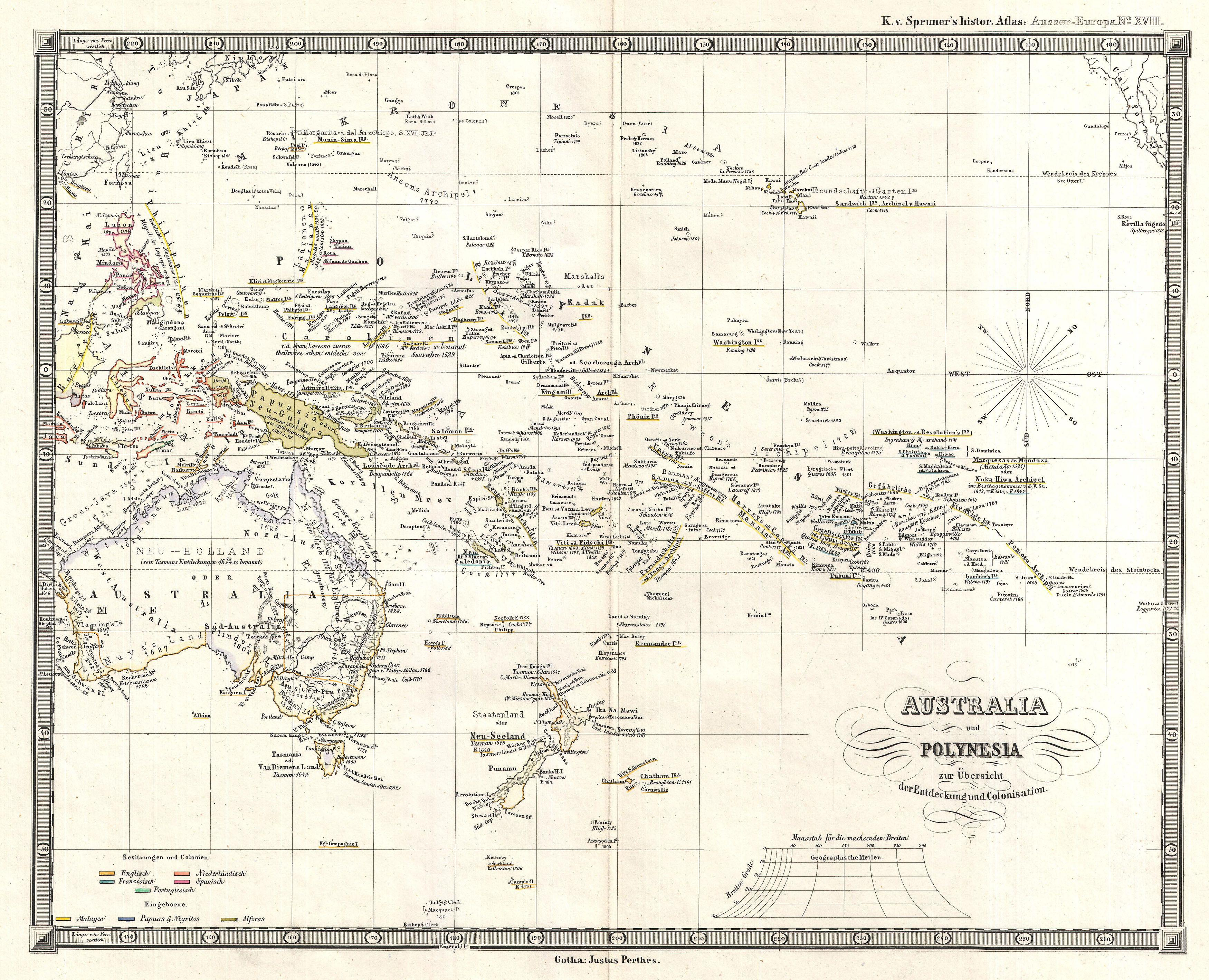
Carte allemande de 1855
Carte nautique américaine de 1859
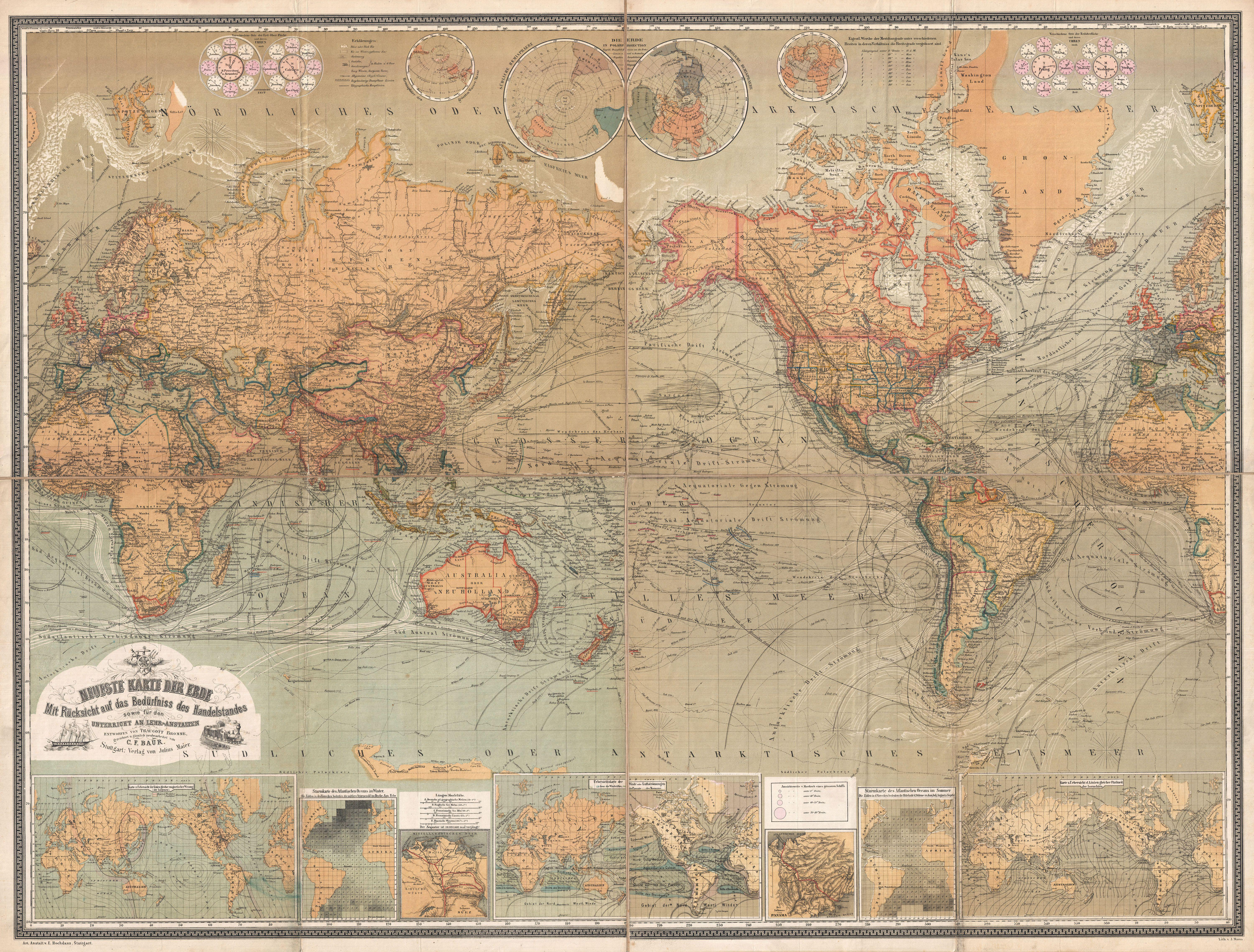
Carte allemande de 1870
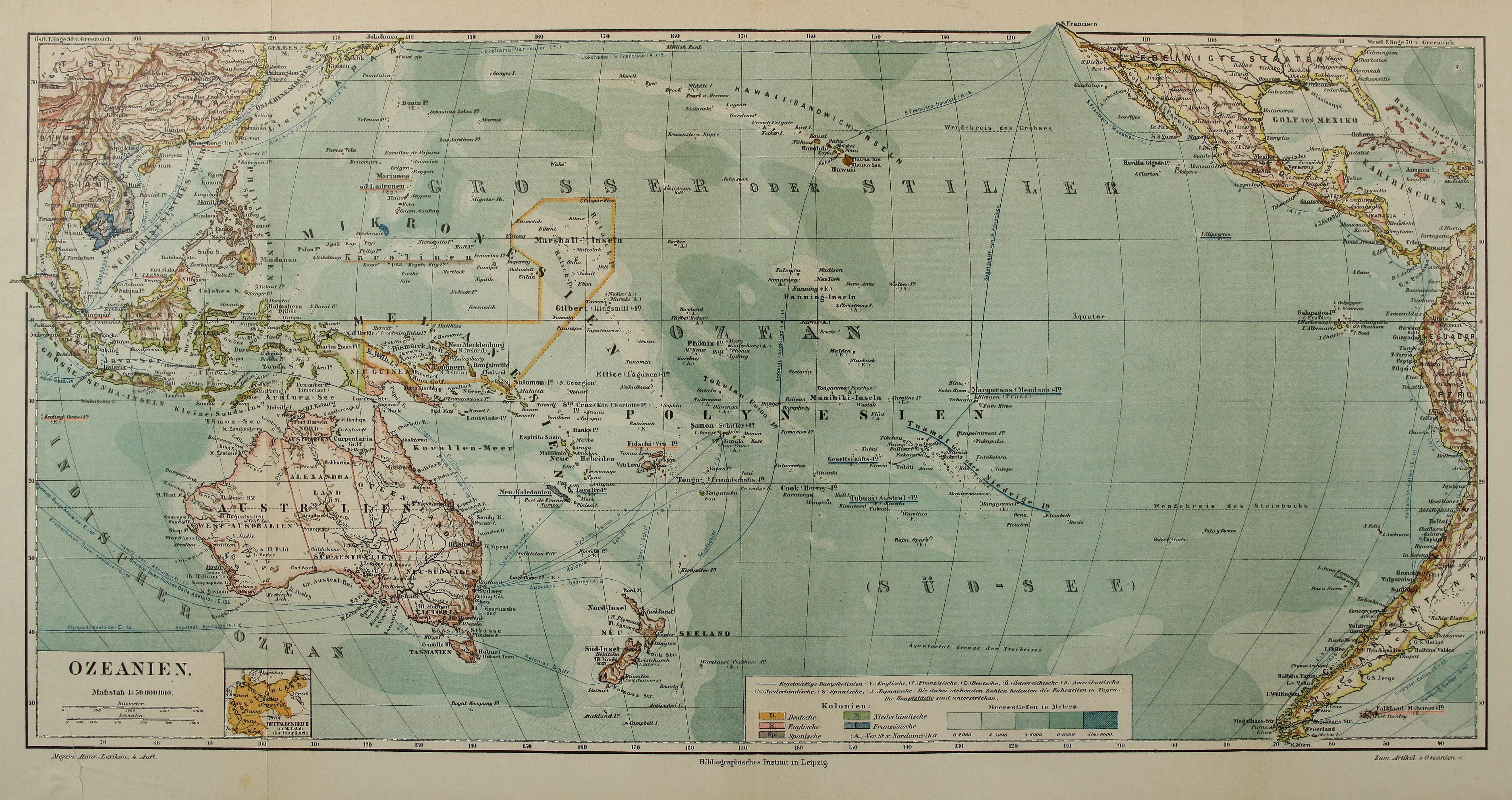
Carte allemande de 1890
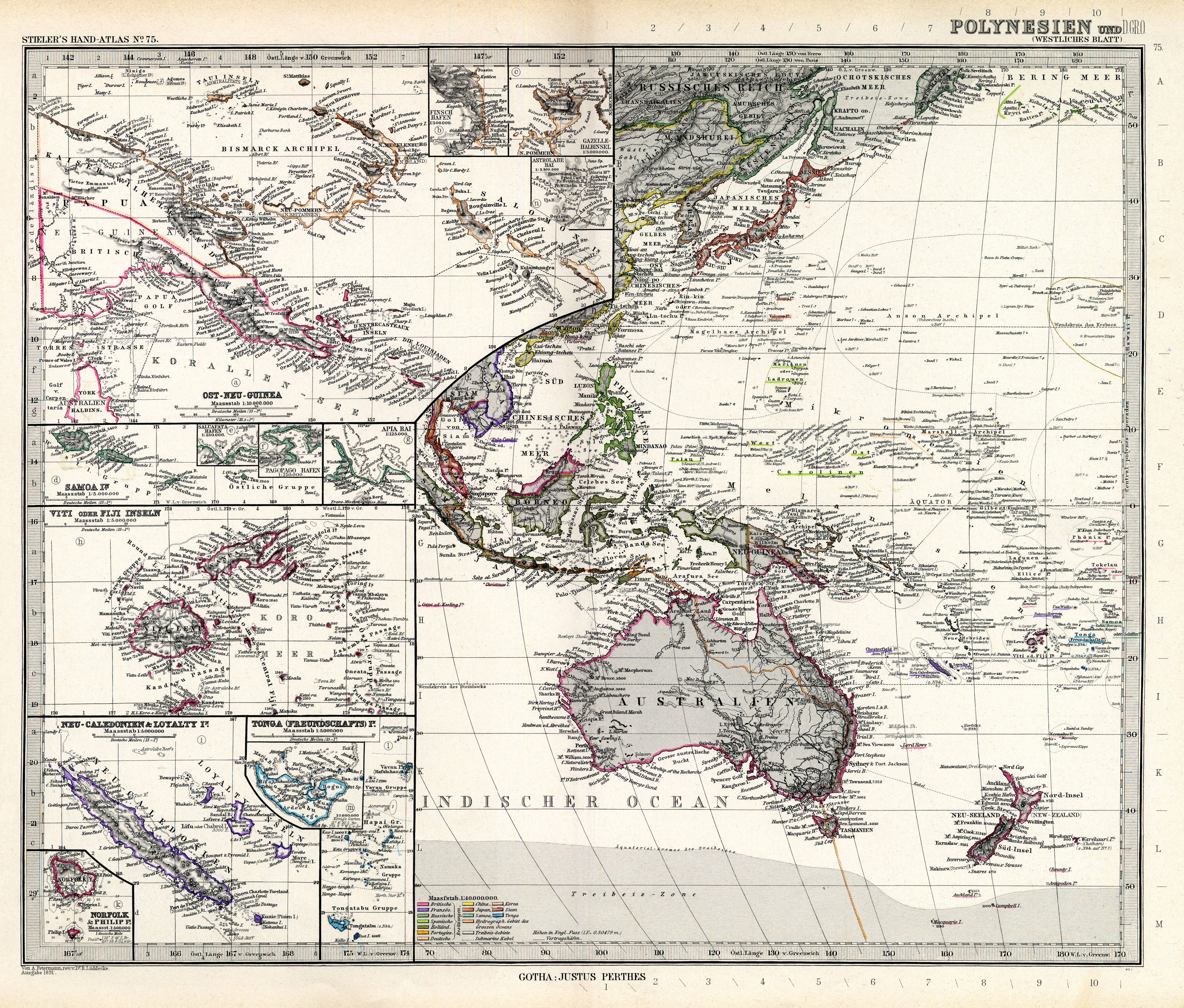
Carte allemande de 1891
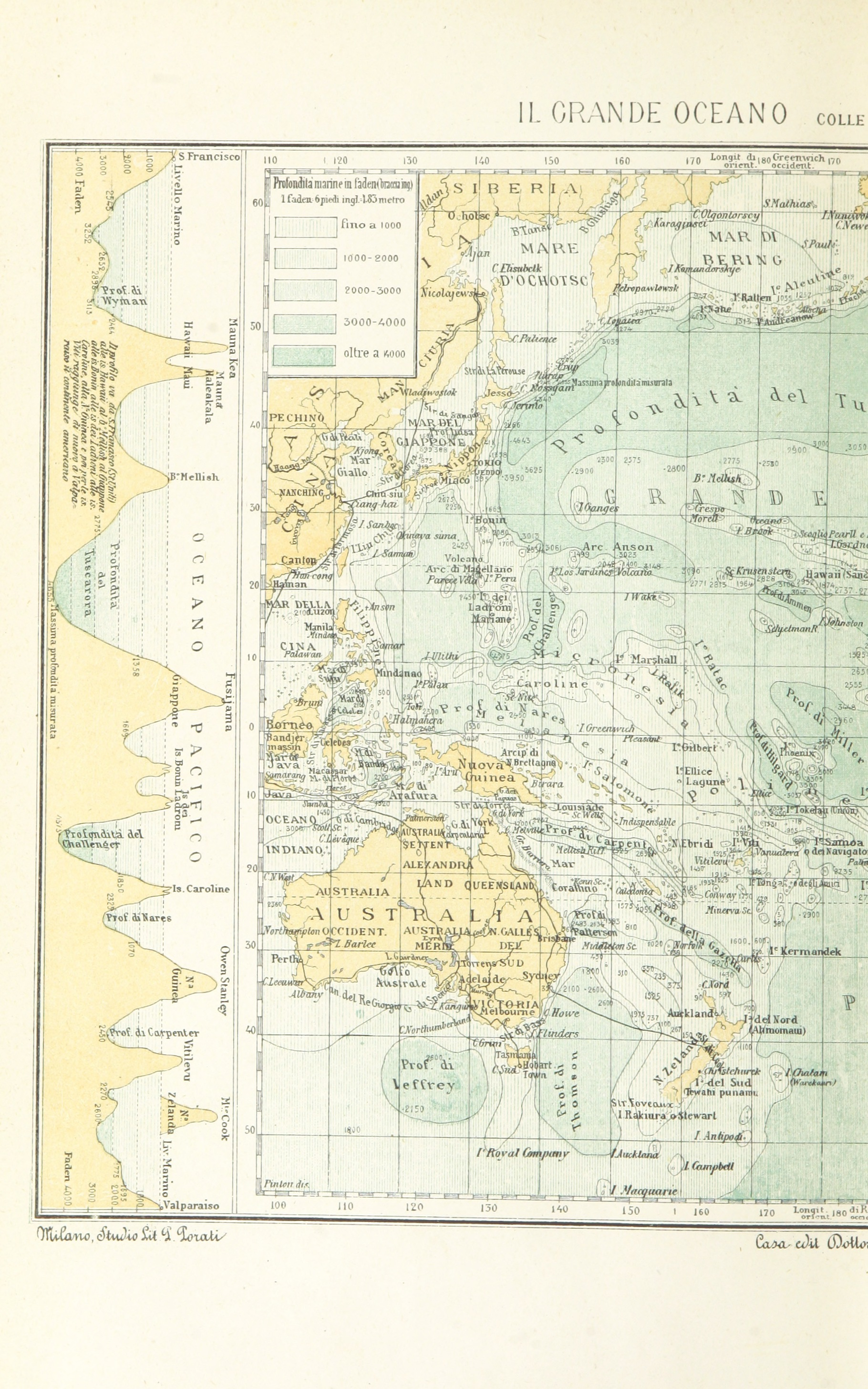
Carte italienne de 1898
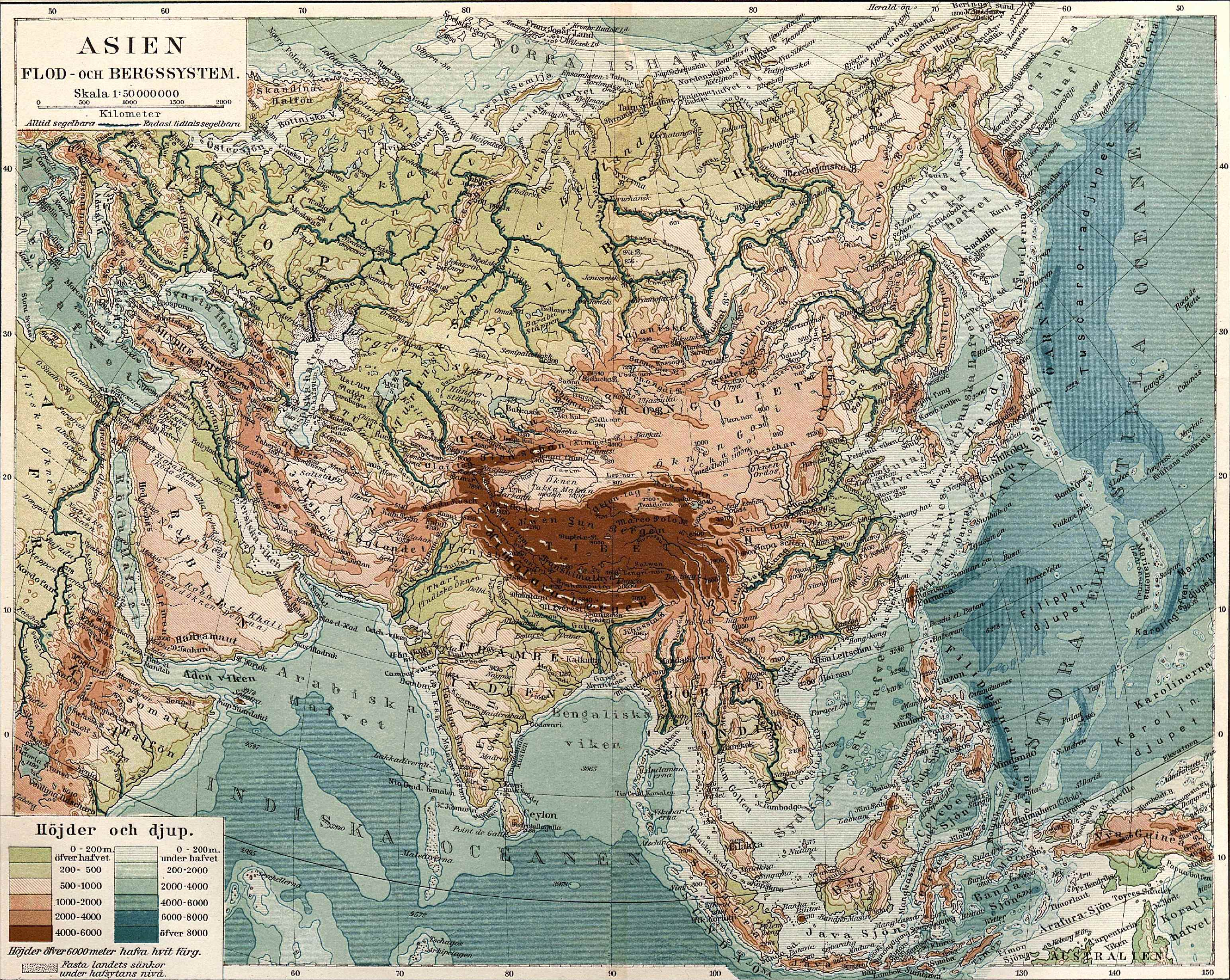
Carte allemande vers 1904
Carte nautique britannique de 1877 révisée en 1913
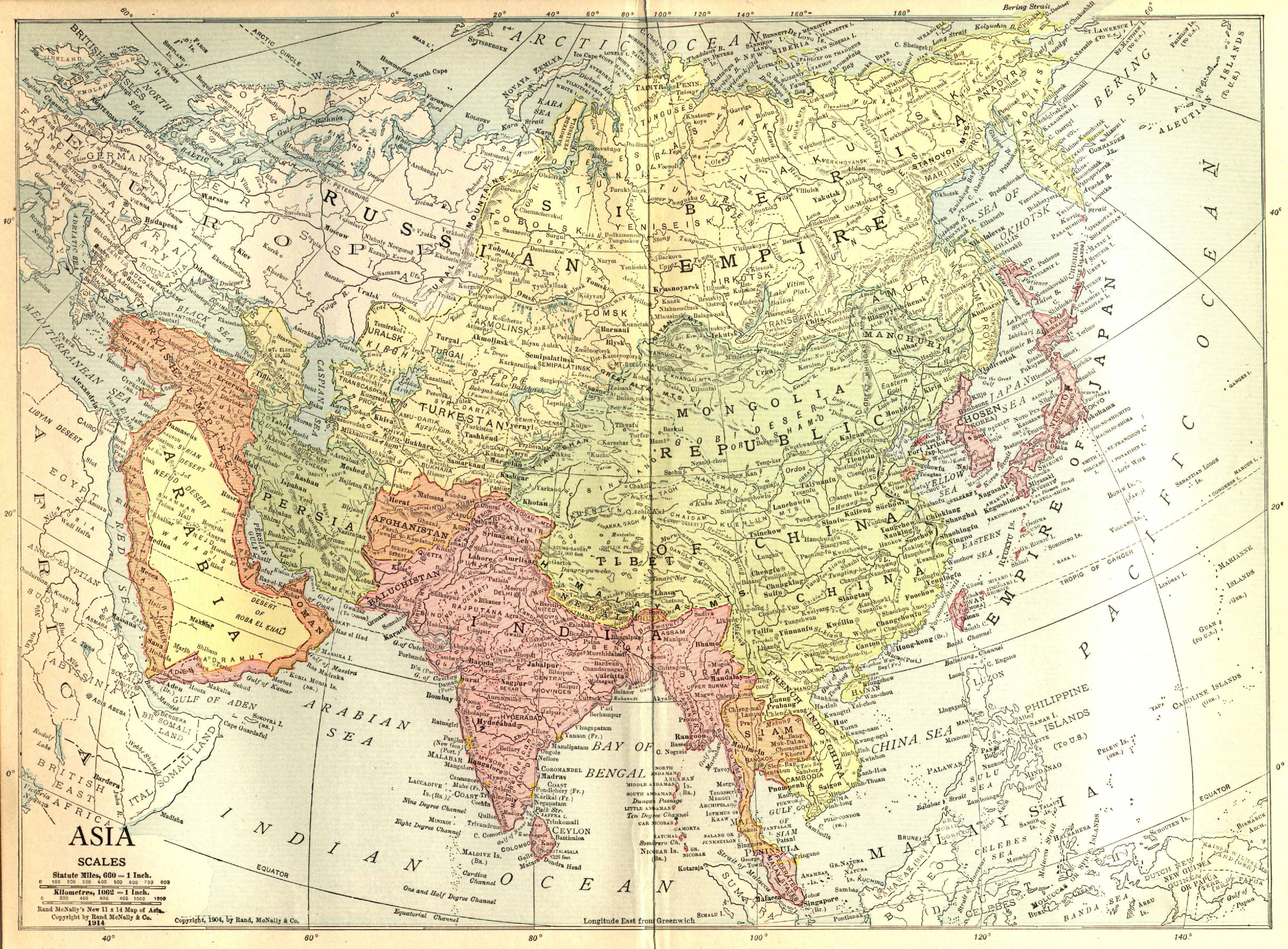
Carte américaine de 1914
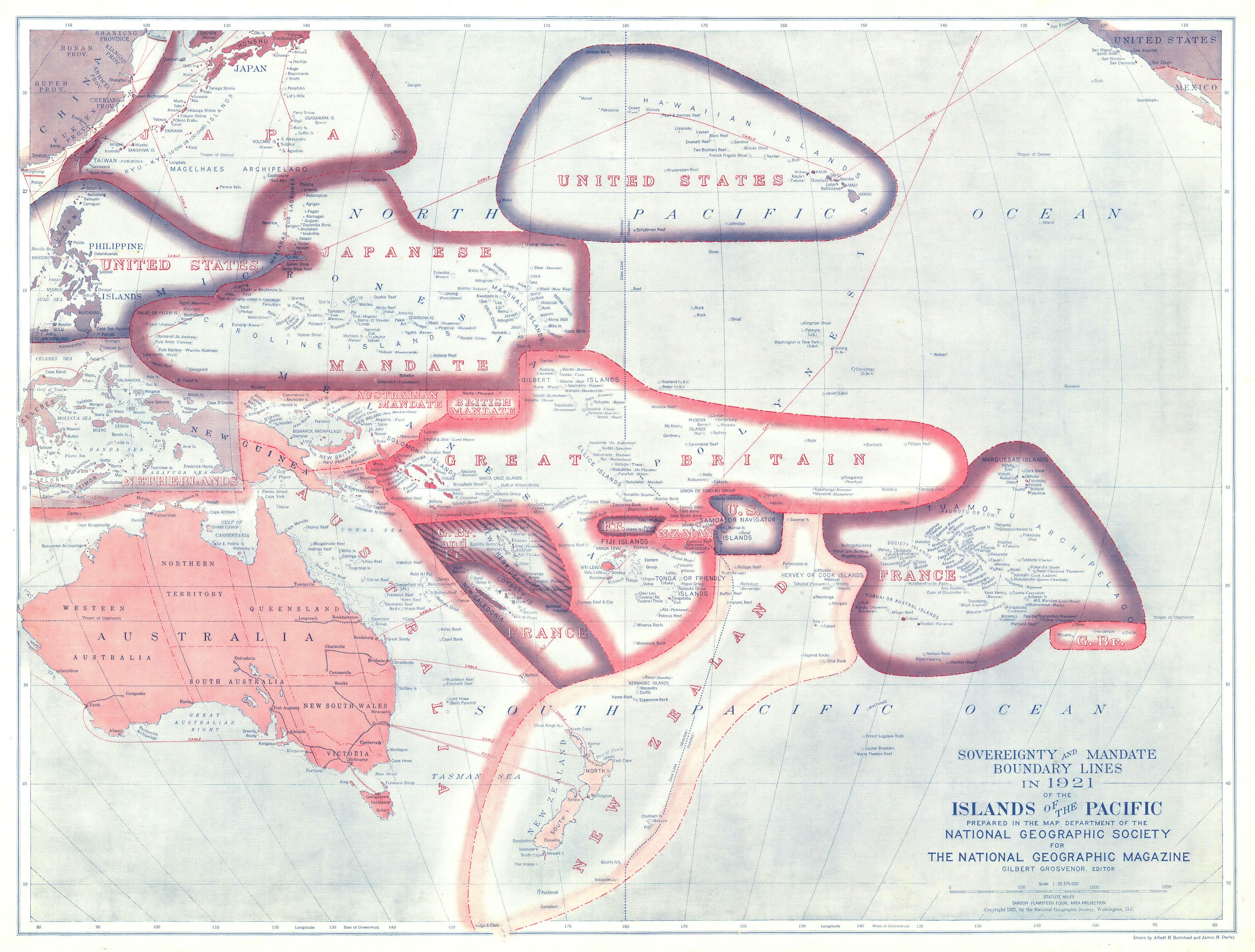
Carte américaine de 1921
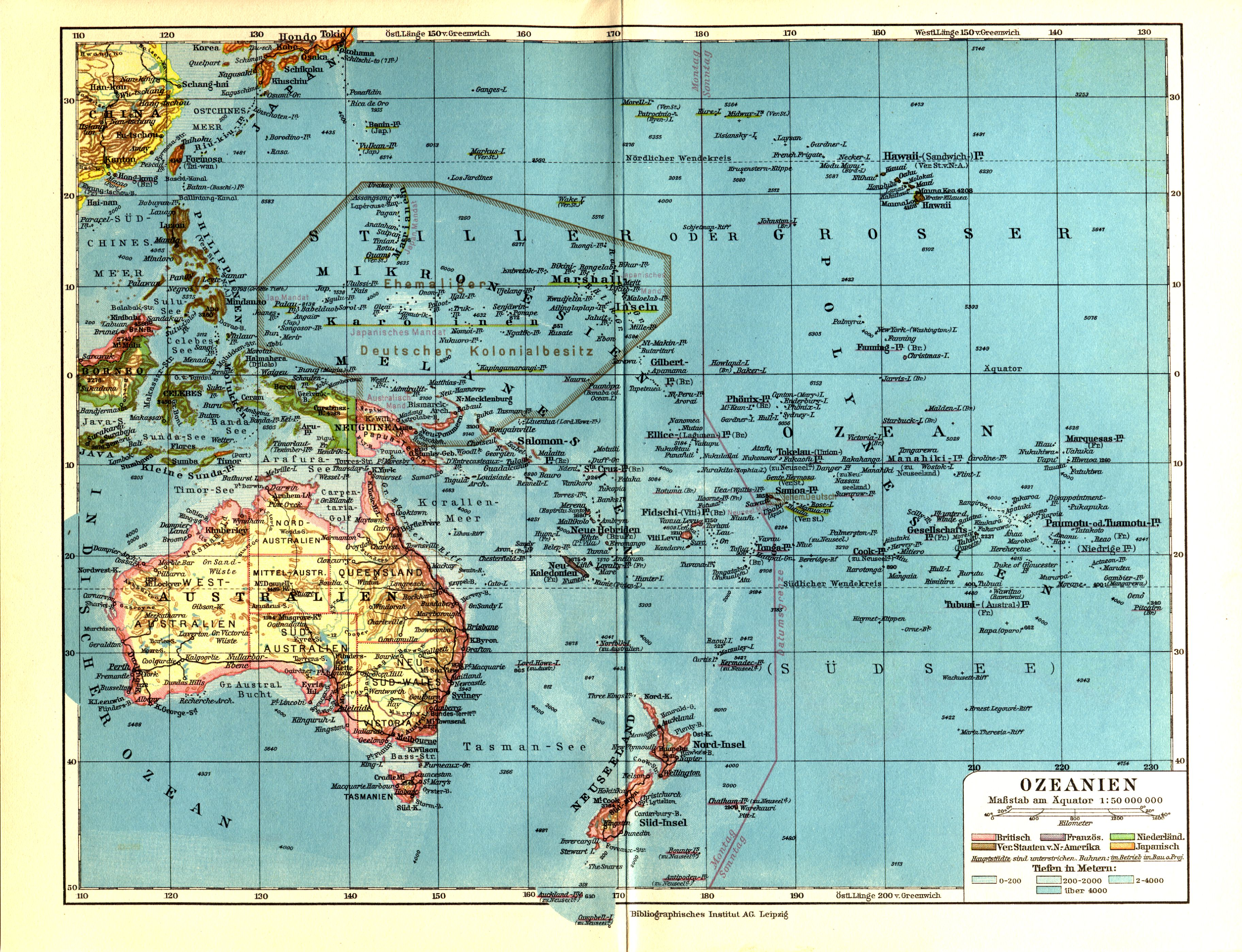
Carte allemande de 1932
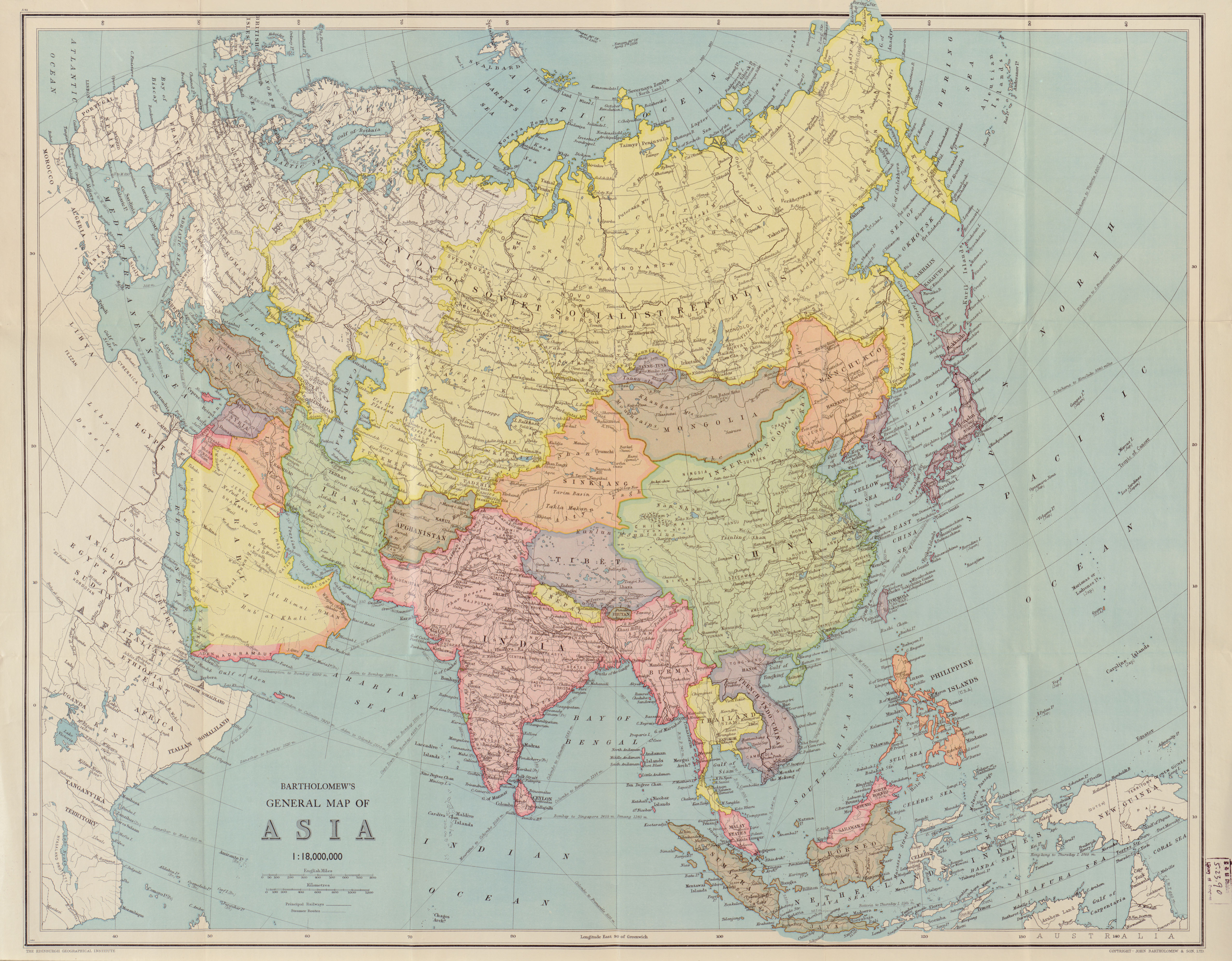
Carte britannique vers 1940

## Risque de confusion: deux autres îles Ganges dans le Pacifique Sud
Dans le Pacifique sud, deux autres îles ont reçu le même nom au XIXe siècle : la Grande île de Ganges (Great Ganges island) à 10°25'S  160° 45'O et une Petite île de Ganges (Great Ganges island) 10°S 161°O, découvertes par le capitaine J. Coffin, du navire Ganges. Il s'agit des îles Manihiki et Rakahanga des  Îles Cook qui reprirent plus tard leur nom originel.